# Villanueva del Conde (kommunhuvudort)
Villanueva del Conde är en kommunhuvudort i Spanien.   Den ligger i provinsen Provincia de Salamanca och regionen Kastilien och Leon, i den centrala delen av landet, 200 km väster om huvudstaden Madrid. Villanueva del Conde ligger 800 meter över havet och antalet invånare är 222.
Terrängen runt Villanueva del Conde är kuperad. Runt Villanueva del Conde är det mycket glesbefolkat, med 7 invånare per kvadratkilometer. Närmaste större samhälle är Sotoserrano, 8,5 km söder om Villanueva del Conde. 